# Monimiaceae
Monimiaceae је фамилија скривеносеменица из реда Laurales. Садржи 18—25 родова са 150—220 врста, распрострањених у тропским и суптропским областима Јужне хемисфере. Род Tambourissa је са 50 врста најбројнији род у овој фамилији.

## Класификација и географија фамилије
- потфамилија 
  - род  (2 врсте, расту на Шри Ланци)
- потфамилија 
  - трибус 
    - род  (3 мадагаскарске врсте)
    - род  (8 мадагаскарских врста)
    - род  (око 50 врста на Мадагаскару и Маскаренским острвима)
    - род  (11 врста, распрострањених углавном на Новој Каледонији, Новом Зеланду, Аустралији острвима све до Фиџи острва)
    - род  (1 врста на Новој Каледонији)
    - род  (9 врста, распрострањених од Квинсленда и Нове Гвинеје до острва Сулавеси)
    - род  (1-3 врсте у Африци).

  - трибус 
    - род 
    - род 
    - род 
    - род 
    - род 
    - род 
    - род 
    - род 
    - род 
    - род 

  - трибус 
    - род